# 6561 Gruppetta
6561 Gruppetta eller 1991 TC4 är en asteroid i huvudbältet som upptäcktes 10 oktober 1991 av den amerikanske astronomen K. J. Lawrence vid Palomar-observatoriet. Den är uppkallad efter John M. Gruppetta, en vän till upptäckaren.
Asteroiden har en diameter på ungefär 6 kilometer och den tillhör asteroidgruppen Eunomia.